# Ōgon musōkyoku
Ōgon musōkyoku (黄金夢想曲? lett. "Fantasia d'oro") è un picchiaduro in 2-D sviluppato e pubblicato dalla 07th Expansion. È considerato uno spin-off della sound novel di genere giallo Umineko When They Cry e pubblicato al Comiket 79 il 31 dicembre 2010. È stato reso disponibile per Xbox 360 il 6 ottobre 2011 dalla Alchemist con il nome Ōgon musōkyoku X e con l'aggiunta di nuovi personaggi. Un'espansione, intitolata Ōgon musōkyoku cross, è stata pubblicata al Comiket 81 il 31 dicembre 2011.

## Modalità di gioco

Una scena del gameplay

Ōgon musōkyoku è un picchiaduro che può essere giocato da massimo due persone. Il gameplay si basa su un sistema di battaglia in coppie in cui ogni giocatore controlla due personaggi, di cui solo uno può essere giocato in un momento, ma entrambi possono essere scambiati con il compagno tramite il sistema "touch" del gioco. Un "touch" può essere effettuato solo quando il Touch gauge di un giocatore è pieno (l'indicatore si riempie da solo dopo un periodo preciso di tempo). Ci sono cinque tipi di metodi per scambiarsi, ognuno dei quali consuma una certa quantità di Touch gauge: normal touch, che viene usato quando il giocatore non sta eseguendo nessun'altra azione; Attack touch, che è eseguito quando il giocatore è nel mezzo di un combattimento col nemico; Guard touch, per quando il giocatore si sta difendendo dall'avversario; Damage touch, che può essere usato solo quando il giocatore viene colpito, ed ha l'ulteriore effetto di creare una barriera che forza il nemico ad allontanarsi; e Assault touch, in cui il giocatore esegue un attacco in corsa sull'avversario prima di scambiarsi nuovamente.
Ogni personaggio nel gioco ha un'abilità segreta che può essere usata per migliorare le proprie capacità o quelle del compagno per un periodo limitato di tempo. Ci sono due metodi per attivare queste abilità. Il primo metodo è attraverso lo scambio, che automaticamente attiva l'abilità del personaggio in uscita, ma influenza quello in entrata. L'altro metodo è convocando il Metamondo, che non solo cambia drasticamente lo sfondo, ma attiva anche le abilità sia del personaggio del giocatore sia del suo compagno allo stesso tempo. Il Metamondo può essere convocato tramite l'utilizzo dell'SP gauge, che permette anche ai personaggi di eseguire dei potenti attacchi speciali chiamati "SP super" e "Meta super". Tuttavia, il Metamondo non può essere convocato nello stesso momento da due giocatori; il primo giocatore a convocare il Metamondo riceverà benefici dai suoi effetti, ma è possibile per l'altro giocatore annullare il Metamondo dell'avversario. Il Metamondo rimarrà attivo finché il Meta gauge del convocatore non si esaurisce.

## Trama
Il gioco è ambientato sull'isola di Rokkenjima, dove una serie di misteriose morti e sparizioni avvengono nel corso del 4 e 5 ottobre 1986. La storia si concentra su un gioco di logica contorta tra Beatrice, una strega leggendaria che afferma di aver usato la magia per eseguire gli omicidi, e Battler Ushiromiya, un giovane che sostiene che le uccisioni possano essere state effettuate da persone normali. Essendo un gioco di squadra, la modalità storia del gioco segue più coppie di personaggi, ognuno dei quali ha una propria storia e fine in mondi differenti di Umineko When They Cry.

## Personaggi
Il gioco di base offre dieci personaggi giocabili, a cui se ne aggiungono altri con l'espansione cross. I personaggi sono tutti basati sulle loro caratteristiche nella sound novel originale.
Battler Ushiromiya (右代宮 戦人?, Ushiromiya Batora)
Doppiato da: Daisuke Ono
Battler è un personaggio versatile ed equilibrato che eccelle dai combattimenti corpo a corpo a quelli a media distanza ed ha una serie di potenti attacchi SP super e Meta super. La sua abilità, "Resurrection", recupera gradualmente la vita del giocatore col passare del tempo.
Beatrice (ベアトリーチェ?, Beatorīche)
Doppiata da: Sayaka Ōhara
Beatrice eccelle in vari attacchi magici, ed ha un arsenale di potenti SP super. La sua abilità, "Infinity SP", permette al giocatore di eseguire un attacco Super senza l'utilizzo di SP.
Ange Ushiromiya (右代宮 縁寿?, Ushiromiya Enje)
Doppiata da: Rina Satō
Ange può colmare lo spazio tra lei e i suoi avversari tramite l'evocazione di Sakutaro e le sette sorelle del Purgatorio, che possono attaccare liberamente per lei. La sua abilità, "Stun boost", aumenta la possibilità di stordire il nemico, rendendolo suscettibile a più attacchi.
Lucifer (ルシファー?, Rushifā)
Doppiata da: Yuka Saitō
Lucifer eccelle nell'eseguimento degli attacchi dopo che il giocatore la scambia durante un Attack touch. La sua abilità, "Attack touch", permette al giocatore di eseguire un singolo Attack touch anche se il Touch gauge del personaggio non è pieno.
Shannon (紗音?, Shanon)
Doppiata da: Rie Kugimiya
Shannon ha uno stile di combattimento orientato sulla difesa che le permette di aumentare la distanza tra lei e il suo nemico tramite la creazione di barriere, le quali sono capaci di rendere nulli gli attacchi avversari. La sua abilità, "Auto-guard", rende capace il giocatore di bloccare automaticamente qualsiasi attacco nemico.
Kanon (嘉音?)
Doppiata da: Yū Kobayashi
Kanon è un personaggio da mischia molto veloce che possiede un gran numero di attacchi rapidi capaci di combinare brevemente delle combo. La sua abilità, "Silent attack", diminuisce il numero di SP che il nemico recupera mentre riceve attacchi.
Virgilia (ワルギリア?, Warugiria)
Doppiata da: Kikuko Inoue
Virgilia possiede una vasta gamma di attacchi magici e armi destinate a danneggiare gli avversari indipendentemente dalla loro posizione nel campo. La sua abilità, "Brimful", riempie gradualmente l'SP gauge di entrambi i personaggi del giocatore col passare del tempo.
Ronove (ロノウェ?, Ronowe)
Doppiato da: Tomokazu Sugita
Ronove, come Shannon, è un combattente orientato sulla difesa che è specializzato nel bloccare e parare gli attacchi avversari. La sua abilità, "Counter boost", aumenta il danno causato dai contrasti del giocatore.
Eva-Beatrice (エヴァ・ベアトリーチェ?, Eva Beatorīche)
Doppiata da: Miki Itō
Eva-Beatrice è una combattente da mischia che è specializzata nei combattimenti e nelle prese corpo a corpo. La sua abilità, "Berserk", aumenta il danno inflitto del 50%.
Chiester410 (シエスタ410?, Shiesuta Yonichimaru)
Doppiata da: Eri Kitamura
Chiester410 è una combattente a distanza, i cui attacchi possono raggiungere qualsiasi luogo del campo. La sua abilità, "Break boost", aumenta la velocità con cui si riempirà il Break limit del nemico. L'indicatore del Break limit si riempie solo quando il giocatore sta bloccando un attacco; una volta riempito completamente, l'obiettivo subirà un Guard break, che lo lascerà scoperto agli attacchi.
Jessica Ushiromiya (右代宮 朱志香?, Ushiromiya Jeshika)
Doppiata da: Marina Inoue
Jessica è un personaggio aggiuntivo disponibile nella versione Xbox 360 e incluso in una patch d'espansione per il gioco originale. È una combattente corpo a corpo a distanza ravvicinata che può cambiare i suoi attacchi per infliggere danni maggiori. La sua abilità, "Shave boost", rafforza il chip del danno inflitto.
George Ushiromiya (右代宮 譲治?, Ushiromiya Jōji)
Doppiato da: Kenichi Suzumura
George è il primo personaggio introdotto nella versione Xbox 360. È specializzato nell'esecuzione di attacchi ravvicinati e a distanza per atterrare i suoi nemici. La sua abilità, "Patience", permette all'SP gauge del giocatore di riempirsi mentre sta bloccando gli attacchi.
Rosa Ushiromiya (右代宮 楼座?, Ushiromiya Rōza)
Doppiata da: Ami Koshimizu
Rosa è un altro personaggio introdotto nella versione Xbox 360 che è stato aggiunto anche in cross. È capace di eseguire attacchi a media distanza con la sua arma, un fucile a canna corta, che può anche penetrare le difese dell'avversario. La sua abilità, "Detachment", permette al giocatore di imporre uno stato di attesa al Touch gauge del nemico, impedendo temporaneamente all'avversario di cambiare personaggio.
Erika Furudo (古戸 ヱリカ?, Furudo Erika)
Doppiata da: Natsuko Kuwatani
Erika è stata introdotta come personaggio aggiuntivo in cross. È più agile rispetto agli altri personaggi e può eseguire dei salti secondari a mezz'aria. La sua abilità, "Force counter", trasforma ogni attacco in un contrattacco.
Dlanor A. Knox (ドラノール・A・ノックス?, Doranōru A Nokkusu)
Doppiata da: Miyuki Sawashiro
Dlanor è stata introdotta come personaggio aggiuntivo in cross. È specializzata nelle prese corpo a corpo e può evocare le sue subordinate Gertrude e Cornelia per procurarsi del supporto difensivo. La sua abilità, "Armor boost", dimezza il danno ricevuto.
Black Battler (黒き戦人?, Kuroki Batora)
Doppiato da: Daisuke Ono
Black Battler è un personaggio aggiuntivo introdotto in cross ed è basato sul suggerimento extra scritto da Ryukishi07 al di fuori della storia principale di Umineko. Black Battler è, come sua controparte, un personaggio versatile a distanza ravvicinata e media, con pochi cambiamenti delle proprietà in alcuni attacchi, così come anche per quanto riguarda gli HP. La sua abilità, "Massacre", permette al giocatore di assorbire HP mentre sta facendo danno al nemico.
Willard H. Wright (ウィラード・H・ライト?, Wirādo H. Wright)
Doppiato da: Hiroki Takahashi
Willard è stato introdotto come parte di un'espansione per cross pubblicata il 24 febbraio 2012. Willard è specializzato principalmente negli attacchi corpo a corpo a lunga distanza con la sua katana. La sua abilità, "SP cancel", permette al giocatore di annullare un attacco speciale in un SP o Meta super.
Lambdadelta (ラムダデルタ?, Ramudaderuta)
Doppiata da: Fuyuka Ōura
Lambdadelta è stata introdotta come parte di un'espansione per cross pubblicata il 23 marzo 2012. Le sue mosse consistono principalmente nel lanciare a lunga distanza caramelle e dolci sull'avversario e può anche creare uno scudo magico per difendersi dai proiettili. La sua abilità, "UltraPER", azzera immediatamente il Break gauge del giocatore.
Bernkastel (ベルンカステル?, Berunkasuteru)
Doppiata da: Yukari Tamura
Bernkastel è stata introdotta come parte di un'espansione per cross pubblicata il 20 aprile 2012. È un personaggio basato sui proiettili che attacca con gatti, cristalli e raggi e può usare diversi attacchi per ogni cristallo che le si genera intorno. Inoltre può eseguire un doppio salto, come anche uno scatto a mezz'aria, ed è l'unico personaggio che effettua una dichiarazione Meta in volo. La sua abilità, "Meta boost", aumenta la durata della dichiarazione di Metamondo del personaggio e velocizza la ricarica del Meta gauge.

## Pubblicazione
Ōgon musōkyoku è stato pubblicato il 31 dicembre 2010 al Comiket 79. Una colonna sonora ufficiale del gioco è stata pubblicata lo stesso giorno. L'8 luglio 2011 è uscita una patch che includeva Jessica come personaggio giocabile, un netplay migliorato, una sezione replay, una sezione CG, HP specifica-personaggio e una normale visualizzazione delle opzioni per agevolare il gameplay. Una versione Xbox 360, sviluppata dalla Alchemist, è stata pubblicata il 6 ottobre 2011 con il titolo Ōgon musōkyoku X (黄金夢想曲X? lett. Fantasia d'oro X).
Un'espansione, intitolata Ōgon musōkyoku cross (黄金夢想曲†CROSS?), è stata pubblicata al Comiket 81 il 31 dicembre 2011. Il suo sviluppo ha compreso un concorso di disegno tenutosi tra il 15 luglio e il 15 agosto 2011 sulla comunità on-line Pixiv, i cui disegni vincitori sono stati poi inclusi all'interno del gioco come figure collezionabili.

## Media

### Manga
Un adattamento manga, disegnato da Junka Morozumi, ha iniziato la serializzazione sulla rivista Comp Ace della Kadokawa Shoten a partire dal numero di dicembre 2011. Un volume tankōbon è stato pubblicato il 24 maggio 2012.